# Subcontee del Kenya
Le subcontee del Kenya sono la suddivisione territoriale di secondo livello del Paese, dopo le contee; non hanno ancora assunto le funzioni amministrative loro proprie, nella prospettiva di una riforma generale dell'assetto del governo locale.
La loro istituzione si ricollega alla pronuncia con la quale, nel 2010, la Corte costituzionale del Kenya ha dichiarato l'illegittimità delle leggi, successive al 2003, istitutive di nuovi distretti: per effetto di tale decisione, i distretti creati dopo il 2003 sono stati aboliti e, nelle more, il governo ne ha predisposto la conversione in subcontee, mentre i 47 distretti che erano stati istituiti prima di quella data sono stati trasformati in contee. È stata peraltro abolita la suddivisione in province, che sino ad allora costituivano la suddivisione territoriale di primo livello del Paese; le contee, pertanto, a differenza dei distretti, sono venute a rappresentare il primo livello della suddivisione territoriale.

## Distretti fino al 2003
I distretti istituiti in data antecedente al 2003 corrispondono integralmente alle contee istituite nel 2010 e divenute operative nel 2013.

## Distretti dal 2003 al 2007
Nel 2003 sono stati istituiti 37 distretti, con la contestuale soppressione di altri 14; pertanto, da 47 distretti si è passati a 70. Tali distretti erano i seguenti.

### Provincia Centrale
La Provincia Centrale era suddivisa in 7 distretti:
- Nyandarua
- Nyeri
- Kirinyaga
- Maragua
- Muranga
- Thika
- Kiambu

### Provincia Costiera
La Provincia Costiera era suddivisa in 7 distretti:
- Kilifi
- Kwale
- Lamu
- Malindi
- Mombasa
- Taita-Taveta
- Tana River

### Provincia Orientale
La Provincia Orientale era suddivisa in 13 distretti:
- Embu
- Isiolo
- Kitui
- Machakos
- Makueni
- Marsabit
- Mbeere
- Meru Centro
- Meru Nord
- Meru Sud
- Moyale
- Mwingi
- Tharaka

### Provincia di Nairobi
La Provincia di Nairobi coincideva con il distretto di Nairobi.

### Provincia Nordorientale
La Provincia Nordorientale era suddivisa in 4 distretti:
- Garissa
- Ijara
- Wajir
- Mandera

### Provincia di Nyanza
La Provincia di Nyanza era suddivisa in 11 distretti:
- Bondo
- Gucha
- Homa Bay
- Kisii
- Kisumu
- Migori
- Nyamira
- Nyando
- Rachuonyo
- Siaya
- Suba

### Provincia della Rift Valley
La Provincia della Rift Valley era suddivisa in 18 distretti:
- Baringo
- Bomet
- Buret
- Kajiado
- Keiyo
- Kericho
- Koibatek
- Laikipia
- Marakwet
- Nakuru
- Nandi
- Narok
- Samburu
- Trans Mara
- Trans Nzoia
- Turkana
- Uasin Gishu
- West Pokot

### Provincia Occidentale
La Provincia Occidentale era suddivisa in 9 distretti:
- Bungoma
- Busia
- Butere
- Emuhaya
- Kakamega
- Lugari
- Monte Elgon
- Teso
- Vihiga

## Distretti dal 2007 al 2010
Dai 70 distretti istituiti nel 2007 si è successivamente passati a 256 distretti.